# Fimbristylis dimorphonucifera
Fimbristylis dimorphonucifera là loài thực vật có hoa trong họ Cói. Loài này được Govind. mô tả khoa học đầu tiên năm 1997.